# Нагрудний знак «Знак Пошани» НПУ
Нагрудний знак «Знак Пошани» є вищою відзнакою Національної поліції України.

## Положення про відзнаку
Нагрудним знаком «Знак Пошани» відзначаються поліцейські, державні службовці, інші працівники органів (підрозділів) поліції, які мають не менше 10 років стажу служби (роботи) в поліції в календарному обчисленні, нагороджені Подякою, Грамотою і Почесною грамотою, за особисту мужність, сміливі і самовіддані дії, проявлені під час виконання службового (трудового) обов’язку, досягнення високих показників у службовій (трудовій) професійній діяльності, забезпечення ефективного виконання завдань і функцій поліції, сумлінне і професійне виконання посадових обов’язків.
Рішенням керівника Національної поліції України нагрудним знаком «Знак Пошани» можуть бути відзначені:
- поліцейські, державні службовці, працівники органів (підрозділів) поліції (незалежно від попереднього нагородження відзнаками Національної поліції України та стажу служби (роботи) в поліції) - за особисту мужність, героїзм і відвагу в протидії злочинності, відданість Присязі або виняткові заслуги у сфері забезпечення національної безпеки, за розкриття тяжких та особливо тяжких злочинів або затримання особи, підозрюваної у вчиненні тяжкого чи особливо тяжкого злочину, за проявлені честь, доблесть та самопожертву у рятуванні життя громадян під час ліквідації наслідків надзвичайних ситуацій та в особливий період, самовіддані дії з ризиком для життя або в разі отримання поранення під час забезпечення публічної (громадської) безпеки чи затримання особи, підозрюваної у вчиненні тяжкого чи особливо тяжкого злочину;
- особи, після виходу на пенсію, якщо вони не були раніше нагороджені певною відзнакою,- за бездоганну службу (роботу) в поліції, особистий внесок щодо забезпечення публічної (громадської) безпеки і порядку, надання допомоги у виявленні, запобіганні вчиненню правопорушень та проведенні досудового розслідування, за сприяння в роботі поліції із захисту прав і свобод громадян, інтересів держави, активну участь у діяльності ветеранської організації.
Відзначення нагрудним знаком «Знак Пошани» може бути проведено посмертно.

## Опис відзнаки
- Відомча заохочувальна відзнака Національної поліції України - нагрудний знак «Знак Пошани» виготовляється зі сплавів міді з гальванічним покриттям і має вигляд рівностороннього хреста із розбіжними сторонами жовтого металу, покритого напівпрозорою емаллю синього кольору і розташованого на тлі ще одного хреста, сторони якого коротші та ширші. На емалевій поверхні хреста біля країв розташовано по два розбіжні промені із жовтого металу.
- Посередині хреста - емблема Національної поліції України, під нею два перехрещені мечі вістрям догори, що накладаються на замкнену фігурну стрічку із жовтого металу. На стрічці напис «СЛУЖИТИ ТА ЗАХИЩАТИ» (з боків та зверху) і зображення двох лаврових гілок (знизу). Щит малого Державного Герба України на емблемі вкрито емаллю синього кольору.
- Пружки хреста - з жовтого металу.
- Усі зображення і напис рельєфні.
- Розмір нагрудного знака - 45 x 45 мм.
- Зворотний бік нагрудного знака плоский з викарбуваним номером та нарізним штифтом з гайкою для прикріплення до одягу.
- Планка нагрудного знака має форму прямокутної пластини, обтягнутої шовковою муаровою стрічкою з поздовжніми смужками (зліва направо): білого кольору завширшки 2 мм, синього - 7 мм, бордового - 2 мм, жовтого - 6 мм, бордового - 2 мм, синього - 7 мм, білого - 2 мм.
- Розмір планки: висота - 12 мм, ширина - 28 мм.